# Малый бегунок
Малый бегунок (лат. Cataglyphis emeryi) — вид муравьёв-бегунков из рода Cataglyphis.

## Распространение
Афганистан, Иран, Китай, южный Казахстан, Средняя Азия (в т. ч. Туркмения). Глинистые и лёссовые пустыни.

## Описание
Среднего размера муравьи-бегунки. Длина рабочих менее 5 мм, мономорфные. Каста солдат отсутствует. Основная окраска тела коричневая до чёрного. Усики рабочих 12-члениковые. Скапус длинный, превосходит затылочный край головы. Петиоль с тонкой вертикальной чешуйкой. Тело слабо блестящее. Дневные зоонекрофаги, основная добыча — муравьи-карпофаги, другие насекомые. Также собирают выделения пустынных растений. Брачный лёт крылатых половых особей происходит в мае. Муравейники земляные (в глубину до 70 см).

## Систематика
Вид был впервые описан в 1910 году советским мирмекологом профессором Владимиром Афанасьевичем Караваевым под первоначальным названием Myrmecocystus emeryi Karavaiev, 1910 по материалам из Ашхабада. Выделен в отдельную видовую группу C. emeryi.